# Ryomgård-Gjerrild-Grenaa Jernbane
Ryomgård-Gjerrild-Grenaa Jernbane (RGGJ) – eller Gjerrildbanen – var en dansk privatbane fra Ryomgård til Gjerrild, senere forlænget til Grenaa.
Gjerrildbanen var en af de meget få privatbaner, der aldrig fik skinnebusser. Den klarede sig med Triangel-motorvogne og havde til det sidste damplokomotiver i beredskab.

## Historie
1904-06 opstod der mange planer om elektrisk drevne jernbaner i Østjylland, bl.a. en fra Grenaa over Gjerrild-Stenvad-Nørager-Vivild-Ørsted til Allingåbro. Dette projekt kom med i den store jernbanelov fra 1908, men i to dele:
- Fra Ryomgård til Gjerrild, evt. til Grenaa – ikke som elbane, men som konventionel bane.
- Elbanen gennem det nordvestlige Djursland skulle så kun gå fra Allingåbro til et punkt på Ryomgård-Gjerrild Banen. Den var også med i den næste store jernbanelov fra 1918, nu ikke som elbane, men som konventionel bane. Den blev dog aldrig realiseret.

### Ryomgård-Gjerrild
Ryomgård-Gjerrild Banen (RGB) blev realiseret i 1911. I stedet for en bane til Allingåbro, som ensidigt pegede mod Randers, fik det nordøstlige Djursland altså forbindelse med jernbaneknudepunktet Ryomgård, hvor der var forbindelse både med Aarhus og Randers.
Eneretsbevilling blev udstedt 15. juni 1909, og anlægsarbejdet blev påbegyndt i april 1910. Ved Kærende måtte der graves en 300 m lang gennemskæring i en bakke. Nord for Stenvad anlagde man over Ørum Ådal banens største dæmning, der var 350 m lang, op til 10 m høj og 35 m bred på bundens bredeste sted.

### Gjerrild-Grenaa
16. juli 1914 blev der udstedt eneretsbevilling til forlængelsen Gjerrild-Grenaa, der blev åbnet i 1917. De to strækninger havde fuldt driftsfællesskab, og navnet blev ændret til Ryomgård-Gjerrild-Grenaa Jernbane (RGGJ). Banens hovedkontor lå på Dyrehavevej 4 i Gjerrild indtil 1949, hvor det flyttede til Grenaa Vestbanegård.

### Tyskerbanen
7. marts 1943 åbnede Organisation Todt et 4 km langt sidespor nord for Gjerrild. "Tyskerbanen" skulle transportere sten fra Gjerrild Strand til de store tyske anlægsarbejder i Danmark. Sporet endte et par hundrede meter fra stranden ved en omlæsningsrampe, hvorfra et 600 mm tipvognsspor gik ud til en anlægsbro, der var bygget i 1940-41, men flere gange var blevet ødelagt af storm og isskruninger. Sporet var også i brug efter Besættelsen, men mistede betydning, da skibe overtog stentransporterne.

## Strækningsdata
- Ryomgård-Gjerrild (30,8 km), åbnet 5. december 1911
- Gjerrild-Grenaa (12,4 km), åbnet 27. juni 1917
- Samlet længde: 43,2 km
- Sporvidde: normalspor 1.435 mm
- Skinnevægt: 27,5 kg/m
- Ballast: grus
- Maks. hastighed: 45 km/t, senere hævet til 60 km/t
- Nedlagt: 30. juni 1956

## Standsningssteder
Alle mellemstationer havde kombineret omløbs-/læssespor og fold til svin og kvæg.
- Ryomgård station i km 0,0 med drejeskive, kulgård, vandtårn og enkeltsporet remise med overnatningsrum for togpersonalet – forbindelse med Grenaabanen og Randers-Ryomgård-banen.
- Rolighed trinbræt i km 2,8 ved Attrupvej fra 1. maj 1933 med grusperron.
- Kærende trinbræt i km 4,9 med grusperron og venteskur af træ – det eneste trinbræt ved banens start.
- Nimtofte station i km 6,5 med 95 m sidespor.
- Mogenstrup trinbræt i km 8,9 ved Ramten Møllegård fra 1. juli 1930 med grusperron og et beskedent venteskur.
- Ramten station i km 11,6 med 105 m sidespor. Udvidet med ny ventesal i 1915. Pakhuset blev udvidet i 1918.
- Dystrup trinbræt i km 13,2 fra 1. oktober 1925 med grusperron, fra 1928 med venteskur.
- Stenvad station i km 15,1 med 105 m omløbs-/læssespor og sidespor til tørvefabrikken (det nuværende Stenvad Mosebrugscenter).
- Hytten trinbræt i km 17,4 fra maj 1933 med grusperron og et beskedent læskur.
- Tranehuse station i km 19,2 med krydsningsspor på 160 m, læssespor på 90 m og stikspor på 95 m til 5-tons galgekran og enderampe.
- Glesborg Kærvej trinbræt – hurtigt ændret til Glesborg Kær trinbræt – i km 22,4 fra 1. august 1924 med et lille venteskur ved en primitiv grusperron. Var oprettet ved en privat vej, men blev i oktober 1929 flyttet til en offentlig vej i km 22,1.
- Tustrupvejen trinbræt i km 23,5 fra 1934, senere med en lille grusperron.
- Glesborg station i km 24,8 med 90 m omløbs-/læssespor og 200 m sidespor til banens grusgrav. Glesborg ligger højt, så for at undgå kraftig stigning blev stationen lagt 2 km nord for byen i landsbyen Hemmed.
- Albæk trinbræt i km 27,3 fra juli 1927 med simpel græsperron.
- Brøndstrup trinbræt i km 29,0 fra 1. maj 1933 med grusperron og lille venteskur.
- Gjerrild station i km 30,8 med 220 m omløbsspor ved perron. Læssesporet på 110 m lå ved svinefolden og havde stikspor i begge ender, det ene til 5-tons galgekran og enderampe, det andet til perronen. Som endestation indtil 1917 havde Gjerrild desuden en tosporet remise med værksted (nu vandrerhjem), dræsineskur, drejeskive på 6½ m og kulgård samt et opstillingsspor. Fra hovedsporet var der stikspor til en enkeltsporet motorvognsremise.
- Sostrup trinbræt i km 31,8 fra foråret 1951.
- Tornled station i km 33,7 med 115 m sidespor. Ensomt beliggende 1 km nord for Veggerslev.
- Veggerslevvejen trinbræt i km 34,8 fra 1. august 1933 med simpel grusperron.
- Voldby station i km 37,0 med 125 m sidespor.
- Robstrupvejen trinbræt i km 38,4 fra 1. august 1933.
- Hammelev trinbræt i km 40 fra 1. august 1924, fra 1929 med venteskur.
- Grenaa Vestbanegård – eller Grenaa V – i km 43,2 med 4 spor ved stationen: spor 1 på 300 m, spor 2 på 240 m, spor 3 på 200 og spor 4 mellem pakhuset og enderampen på 320 m. I stationens vestlige ende lå en drejeskive på 11½ m og en tosporet remise, der i 1951 måtte udvides til en motorvogn mere. I den østlige ende var der svinefold, 5-tons galgekran og enderampe.

I km 42,9 udgik det 1.450 m lange forbindelsesspor til DSB. Øst for Korsgade grenede et krumt spor fra mod syd til Grenaa Andels-Svineslagteri. Desuden lå Grenaa og Omegns Hørskætteri og Grenaa Dampvæveri ved forbindelsessporet.

### Bevarede stationsbygninger
Stationsbygningerne mellem Ryomgård og Gjerrild blev tegnet af arkitekt Axel Preisler, som også tegnede 4 gulkalkede huse med 8 funktionærboliger på Ved Svalebøgen 1-9 i Gjerrild. Stationerne i Tornled og Voldby blev tegnet af arkitekt Mads Christian Thoft fra Grenaa.
Grenaa Vestbanegårds monumentale stationsbygning brændte i 1969, men den tosporede remise er bevaret på Vestbanegade 11. Voldby Station ved Sangstrupvej blev revet ned i 1958 for at give plads til en centralskole. Resten er bevaret.
- Nimtofte: Nyvej 4
- Ramten: Vesterled 1
- Stenvad: Elmestien 9
- Tranehuse: Gl. Banevej 6
- Glesborg: Hemmedvej 21
- Gjerrild: Dyrehavevej 11
- Tornled: Grenaavej 30

## Strækninger hvor banetracéet er bevaret
25½ km af banens tracé er bevaret og tilgængeligt inkl. 1½ km af "Tyskerbanen". Gjerrildbanestien, der er 28 km lang, følger banetracéet på 21 km.
- Øst for Ryomgård Station starter Gjerrildbanestien
- Banedæmning bag indhegning mellem Kærende og Nimtofte
- Sidespor til Stenvad Mosebrug tv. Th. hovedsporet mod nord
- Tranehuse
- Glesborg Kær
- "Tyskerbanen"
- "Tyskerbanens" dæmning 300 m fra stranden
- Gennemskæring i skovbrynet nord for Tornled Station
- Tv. forbindelsessporet til DSB, th. sidesporet til slagteriet